# Нертен-Гарденберг
Нертен-Гарденберг (нім. Nörten-Hardenberg) — сільська громада в Німеччині, розташована в землі Нижня Саксонія. Входить до складу району Нортгайм.
Площа — 54,08 км2. Населення становить 8616 ос. (станом на 31 грудня 2021).